# Bernd Krauß
Bernd Krauß (født 15. juni 1953 i Plauen) er en tysk tidligere roer og olympisk guldvinder.

## Karriere

### Roning
Krauß var i 1977 med til at vinde VM-bronze i toer uden styrmand, men i 1979 kom han med i den østtyske otter, der dette år fortsatte landets topresultater i denne bådtype ved at vinde VM-guld (det var DDR's fjerde VM-guldmedalje i træk).
Ved OL 1980 i Moskva var østtyskerne derfor store favoritter og stillede op ud over Krauß med Hans-Peter Koppe, Ulrich Kons, Jörg Friedrich, Jens Doberschütz, Ulrich Karnatz, Uwe Dühring, Bernd Höing og styrmand Klaus-Dieter Ludwig. Den østtyske båd indledte med at vinde sit heat, hvilket gav direkte adgang til A-finalen, og i her sikrede de sig guldet næsten tre sekunder foran Storbritannien på andenpladsen, mens Sovjetunionen fulgte efter på bronzepladsen.
Krauß var igen med ved VM i 1981 i otteren, men her endte sejrsrækken for DDR, der dette år blot blev nummer fire. Han opnåede derudover i alt fire østtyske mesterskaber i karrieren.

### Videre karriere
Krauß havde eksamen i sprog og litteratur, men kom senere til at blive rotræner.

## OL-medaljer
- 1980:  Guld i otter